# 布施勇弥
布施 勇弥（ふせ ゆうや、1988年7月30日 - ）は日本の俳優。BLUE LABEL所属。劇団山田ジャパン劇団員。

## 来歴
18歳で上京し、22歳で神奈川大学法学部法律学科　卒業。
2013年24歳でミュージカル『忍たま乱太郎』綾部喜八郎役で商業作品デビュー。
2014年福地慎太郎脚本・演出のソラリネ。#11『歓喜の歌』で初主演を務める。
2015年11月30日までヒラタオフィスに所属。その後、フリーで活動。
2020年1月より、劇団山田ジャパン劇団員となる。
2023年、48時間映画祭 にて主演男優賞を受賞。
2025年1月1日より、BLUE LABELに所属。

## 人物
身長170cm・B84W67H85cm・靴のサイズ 26cm。秋田県秋田市出身。
特技は歌と書道（三段）。趣味は野球と映画鑑賞。好きな野球チームは中日ドラゴンズ。

## 主な出演作

### 舞台
- ミュージカル『忍たま乱太郎〜第4弾・最恐計画を暴き出せ』（2013年1月9日 - 20日、池袋サンシャイン劇場） - 綾部喜八郎 役
- 劇団スーパーエキセントリックシアター『シュワッチ!〜目指すはタイツの王子様〜』（2013年2月20日 - 3月3日、赤坂RED THEATER） - 石田成治 役
- ミュージカル『忍たま乱太郎〜第4弾再演・最恐計画を暴き出せ』（2013年6月21日 - 7月7日、東京ドームシティーシアターGロッソ） - 綾部喜八郎 役
- 劇団空感エンジンプロデュース『オサエロ』（2013年9月4日 - 9日、両国　Air Studio） - 稲島陽一 役
- 舞台「ラズベリーボーイ!!」（2013年10月9日 - 14日、シアターサンモール） - 10月14日日替わりゲスト 鉄田道男 役
- ミュージカル『忍たま乱太郎〜第5弾・新たなる敵!』（2014年1月8日 - 24日、池袋サンシャイン劇場） - 綾部喜八郎 役
- ソラリネ。#11『歓喜の歌』（2014年3月19日 - 23日、上野ストアハウス） - 主演 高梨進 役
- ミュージカル『忍たま乱太郎〜第5弾再演・新たなる敵!』（2014年6月20日 - 7月6日、東京ドームシティーシアターGロッソ） - 綾部喜八郎 役
- 舞台『蒼海のティーダ』（2014年8月20日 - 24日、新宿村LIVE） - カジー 役
- 即興芝居『potluck6』（2014年8月31日、原宿アストロホール）
- 舞台「人猫」（2014年9月10日 - 15日、Geki地下Liberty） - 10月14日日替わりゲスト ニャオえ兼続 役
- SOLID STARプロデュースVol.2『ヨビコー 〜You Be Cool〜』（2014年10月22日 - 26日、品川　六行会ホール） - 四谷進 役
- 舞台『のぶニャがの野望　弐（にゃん）』（2014年11月19日 - 24日、シアターサンモール） - ニャオえ兼続 役
- こちらスーパーうさぎ帝国第19回公演『うさぎの帝国』（2014年12月3日 - 7日、シアターグリーン BIG TREE THEATER） - 井口勝 役
- HiRunder『空飛ぶコーポレーション』（2015年1月13日 - 18日、ザムザ阿佐ヶ谷） - シギ 役
- FREE(S)プロデュース公演『さろん』（2015年5月20日 - 24日、シアター711）
- 劇団TEAM-ODAC『ダルマ』（2015年6月18日 - 23日、紀伊国屋ホール） - コト 役
- ASSH第19回公演『轟然~GO-ZEN~』（2015年9月17日 - 20日、シアターサンモール） - 源頼朝 役
- ミュージカル『忍たま乱太郎』忍術学園 学園祭（2015年10月16日 - 17日、品川ステラボール） - 綾部喜八郎 役
- お願い鋼鉄ビンタvol.11『時空堂 revival』（2015年11月4日 - 8日、新宿シアターモリエール） - 主演 宮田誠司 役
- 劇メシepispde.03『CHOOSE DAY』（2016年9月11日 - 17日、神南軒） - 戸田真人 役
- 劇団た組。第11回公演『百瀬、こっちを向いて。/小梅が通る』（演出:加藤拓也、2016年11月9日-13日、LIVESTAGE hodgepodge） - 山本寛太 役
- TRIBE プロデュース2nd『prey on』（2017年1月25日 - 29日、八幡山ワーサルシアター） - 主演 野下実 役
- SPIRAL CHARIOTS 第16回本公演『HATTORI半蔵III』（2017年2月28日 - 3月5日、六行会ホール） - 百地アキサメ 役
- 劇団わらび座 ミュージカル『ジパング青春記~慶長遣欧使節団出帆~』（作・演出：横内謙介、音楽：深沢桂子、振付：ラッキィ池田・彩木エリ、2017年4月15日 - 11月26日、秋田 わらび劇場 / 2018年1月20日 - 2月9日、仙台 電力ホール） - 準主演 ミゲル 役
- ソラリネ。＃20『蝉』（作・演出：山下平祐、2018年4月21日 - 30日、アトリエ第Q芸術） - 高木 役 / 店長 役
- 劇メシepisode.03『愛のとりなし』（2018年4月23日、東京CAFE PARK） - 日替わりゲスト
- チーズtheater第五回本公演『川辺市子のために』（作・演出：戸田彬弘、2018年8月22日 - 9月2日、新宿サンモールスタジオ） - 田中宗介 役
- ミュージカル『忍たま乱太郎』忍術学園 学園祭（2018年10月14日、舞浜アンフィシアター） - 綾部喜八郎 役
- 劇メシ 特別公演特別企画公演『キツネたちが円舞る夜』（2019年3月16日 - 22日、ilco） -  秋元 役
- プロジェクト・ドーン主催公演『素敵なカミングアウト』（2019年5月9日 - 12日、中目黒キンケロシアター） - 主演 苫米地次郎 役
- (劇)ハンマーヘッドシャーク×LUCKUP『TRUMP』（2019年6月5日 - 16日、シアターKASSAI） - 主演 ソフィ・アンダーソン 役
- 121841produce第4回公演『ブアメード』（2019年7月4日 - 7日、築地ブディストホール） - 主演 古幡翔 役
- 平熱43度-Relation- vol.3『ネムリメグル』（2019年9月11日 - 16日、八幡山ワーサルシアター） - 眠チーム 主演 識大伍樹 役 / 巡チーム 味木健太 役
- 松扇アリス第一回公演 舞台『オヤジインデッドリースクール』（2019年10月10日 - 14日、シアターKASSAI） - 主演 墨尾優 役
- 縁劇ユニット流星レトリック第5回公演『空の色とボクの青』（2019年11月1日 - 10日、新宿サンモールスタジオ） - 主演 冴葉利之 / 世斗 役
- 劇団 山田ジャパン『流街(リュウマチ)』（作・演出：山田能龍、2020年4月1日 - 6日、新宿サンモールスタジオ）※中止
- マコンドープロデュース『fire』（作・演出：倉本朋幸、2020年11月20日 - 12月3日、下北沢スターダスト） - 岸田陽介 役
- 劇団 山田ジャパン『優秀病棟 素通り科』（作・演出：山田能龍、2021年1月20日 - 27日、本多劇場） - 松坂充 役
- ちーちゃん短編をやろうよvol.3『切ない』（作・演出：倉本朋幸、2021年11月18日 - 26日、下北沢スターダスト）- 安田 役
- 劇団 山田ジャパン『不安の倒し方について』（作・演出：山田能龍、2022年3月17日 - 27日、新宿シアタートップス）- 野川亮太 役
- 劇団 山田ジャパン 企画公演『工場の夜景のように』(作・演出：山田能龍、2022年7月5日-10日、下北沢スターダスト)- 奈良橋清斗 役
- 劇団 山田ジャパン『にぶいちの失明』（作・演出：山田能龍、2022年11月3日 - 13日、新宿シアタートップス）-荒木傳次郎 役
- 寝れない部屋 第9回公演『BAD,BUT ULTRA』(作・演出：川島大典、2023年3月30日-4月3日、下北沢駅前劇場)-アダム・タカハシ 役
- peopleA 公演『私のけもの』(作・演出：えのもとぐりむ、2023年4月22日-5月14日、下北沢小劇場楽園)-友達の彼氏 役
- 劇団 山田ジャパン『とのまわり』(作・演出：山田能龍、2023年10月4日-10月8日、シアター・アルファ東京)-菊池正太 役
- 劇団 山田ジャパン『愛称⇄蔑称』(作・演出：山田能龍、2024年3月7日-3月15日、六行会ホール)-沢木智彦 役
- 「日本の演劇人を育てるプロジェクト」新進劇団育成公演 劇団Q+特別公演『ANGERSWING』(作：弓月玲、演出：柳本順也、2024年7月3日-7月7日、下北沢駅前劇場)-フィリップ 役
- 劇団 山田ジャパン『大渋滞2024』(作・演出：山田能龍、2024年9月19日-9月29日、赤坂RED/THEATER)-小林隆之 役
- CRIMINAL FOUR -愛しき大悪党-（作・演出：山田能龍、2025年3月6日 - 23日、IMM THEATER / 3月27日 - 30日、COOL JAPAN PARK OSAKA TTホール / 4月12日・13日、キャナルシティ劇場）
- 劇団 山田ジャパン『ドラマプランニング』（作・演出：山田能龍、2025年9月26日 - 10月5日〈予定〉、本多劇場）[4]

### 映画
- 『生贄のジレンマ』[5]（監督：金子修介、2013年7月)-昭島祐一 役
- 『君から目が離せない〜Eyes on you〜』（監督：篠原哲雄、2019年1月12日)-福田 役
- 『LAPSE-失敗人間ヒトシジュニア-』（監督：アベラヒデノブ、2019年2月16日)- クローン人間 役
- 『ジャパニーズ スタイル Japnese Style』（監督：アベラヒデノブ、2022年)-カップル役
- 『某ぬいぐるみ男子の結婚』(監督:黒瀬敦子、2023年)-主演 伊集院大河 役 ＊48時間映画祭 最優秀主演男優賞 受賞

### テレビドラマ
- 連続ドラマW 『平成猿蟹合戦図』 第4話 - 第6話（監督：行定勲、2014年-WOWOW)- ボランティアスタッフ 役
- 『カレーの唄。』第2話・第3話（2020年10月- BS12 トゥエルビ） - 純一郎 役
- 『アノニマス〜警視庁“指殺人”対策室〜』 第7話（2021年3月8日、テレビ東京）-カップル役
- 『就活タイムカプセル』(2022年3月27日-TBS)-就活生 役
- WOWOWオリジナルドラマ『今どきの若いモンは』(2022年4月9日-WOWOW)-田所涼太 役
- 『ボーイフレンド降臨!』第3話(2022年10月30日-テレビ朝日)-劇団員 役
- 『クジャクのダンス、誰が見た？』第5話(2025年2月21日-TBS)-弁護士 役
- 『奪い愛、真夏』第2話(2025年7月25日-テレビ朝日)-スタッフ 役

### テレビ番組
- 『オトナの!』特別篇 インベスターZを講義する（2015年、TBSテレビ） - 月浜蓮 役
- 『全力!脱力タイムズ』(2019年、フジテレビ） -就活生 役
- 『全力!脱力タイムズ』(2022年、フジテレビ)-加藤茂 役

### WEBドラマ
- 『快感インストール』第1話 - 第4話（2020年12月4日 - 、dTV)-ショウゴ 役
- 『お前によろしく』第1話(2022年3月30日-、TELASA)-カップル 役

### CM
- KIRIN 『バタフライ』（2015年）
- 大塚製薬『賢者の食卓 ダブルサポート』（2019年）
- XD Entertainment Pte Ltd『鈴蘭の剣』(2024年)

### 広告
- コカ・コーラ（2013年）
- スターツ出版『メトロミニッツ』フリーペーパー（2014年）
- J:COM DeNAベイスターズファンサイト（2021年）

### WEBムービー
- 富士フイルム[6]みんなの+チェキストーリー　二人の想い+チェキ篇 ゆうや 役[7]（2013年）
- LINE@[8]お店とお客さまがLINEでつながる　店員役[9]（2014年）
- SONY ウォークマン Aシリーズ（2014年）
- antenna*実はみんなが見ているシリーズ『知らないふり篇』（2018年）
- 日清 カップヌードル謎肉丼『みんなで1.2.3篇』（2018年）
- レバテック キャリア『スキルが活かせる篇』（2020年）
- 港区観光協会 《港区・旅ラン1》六本木ヒルズから東京タワーを目がけて走る『タワーラン』（2021年）
- 港区観光協会 『南青山・カメヤマキャンドルハウス』(2021年)
- 三井のすまいLOOP『家事代行』(2022年)
- アイリスオーヤマ公式 WEB限定動画『要正直 リモート篇 笹川』(2023年)

### ラジオ
- 『おたママ倶楽部』（2014年）

### イベント
- Club333「Starlight night-high!!」〜スターライト ナイト－ハイ!!〜 朗読ライブ（2012年11月20日、東京タワー 大展望台1F Club333ステージ） - ゲスト（忍たま4年生メンバー：樋口裕太・佐藤流司・布施勇弥）[10]
- ミュージカル「忍たま乱太郎」ファン感謝祭イベント（トーク＆ゲーム、お見送りハイタッチ）（2013年1月15日、池袋サンシャイン劇場） - ゲスト（忍たま4年生メンバー：樋口裕太・佐藤流司・布施勇弥）
- CAST SIZE neo 発売記念トークイベント（2013年5月19日、渋谷eggman） - ゲスト（忍たま4年生メンバー：樋口裕太・佐藤流司・布施勇弥）
- CAST SIZE スペシャルトークイベント（2013年9月15日、渋谷eggman） - ゲスト（布施勇弥・南羽翔平・前内孝文）
- ミュージカル忍たま乱太郎第4弾DVD&CD同時購入特典　トーク&ハイタッチ会（2013年9月28日、横浜アニメイト）メンバー（南羽翔平・渡辺和貴・布施勇弥・真佐夫・椎名鯛造）
- CAST SIZE スペシャルトークイベント（2013年11月2日、渋谷eggman） - ゲスト（布施勇弥・渡辺和貴・早乙女じょうじ・友常勇気）
- 渡辺和貴クリスマスイベント2013!!〜ホンマにみんなありがとう♪〜（2013年12月23日、ホテルグランドパレス（九段下）） - ゲスト出演（第1部のみ）
- 男笑2014 at 新宿FACE（2014年5月5日、新宿FACE） - MC迫英雄、ゲスト（安達勇人・南羽翔平・荒牧慶彦・山崎大輝・土倉有貴・扇長卓・渡辺和貴（第1部のみ）・布施勇弥・開沼豊）
- ミュージカル「忍たま乱太郎」ファン感謝祭イベント（トーク＆ゲーム、お見送りハイタッチ）（2014年6月30日、東京ドームシティーシアターGロッソ） - MC真佐夫、ゲスト（渡辺和貴・荒牧慶彦・鷲尾修斗・早乙女じょうじ・安達勇人・小野一貴・樋口裕太・宮崎翔太・布施勇弥）
- 男笑 2014 at 横浜赤レンガ倉庫（2014年7月21日、横浜赤レンガ倉庫） - ゲスト（樋口裕太・安達勇人・早乙女じょうじ・山崎大輝・真佐夫・末野卓磨・宮崎翔太・布施勇弥）
- CAST SIZE トークイベント（2014年7月26日、渋谷eggman） - ゲスト（忍たま4年生メンバー：樋口裕太・宮崎翔太・布施勇弥）